# Zeuxoides troncosoi
Zeuxoides troncosoi is een naaldkreeftjessoort uit de familie van de Tanaidae. De wetenschappelijke naam van de soort is voor het eerst geldig gepubliceerd in 2012 door Esquete & Bamber.